# Tratado de Aranjuez (1745)
El tratado de Aranjuez de 1745 fue una alianza militar pactada entre los reinos de España, Francia y Nápoles con la República de Génova, para apoyar a esta última frente a los ataques de Cerdeña y Austria, en el marco de la Guerra de Sucesión Austriaca.

## Contexto
En 1740, tras la muerte sin sucesión masculina de Carlos VI de Alemania, se desató en Europa la guerra de sucesión austriaca.
En 1743 Gran Bretaña, Austria y Cerdeña firmaron el tratado de Worms, por el cual la emperatriz María Teresa I de Austria concedía la posesión del marquesado de Finale al rey de Cerdeña Carlos Manuel III.  Finale había sido vendido en 1713 por Carlos VI, padre de María Teresa, a la república de Génova, según un contrato que había sido ratificado por la Cuádruple Alianza en 1718, por lo cual el marquesado pertenecía legalmente a Génova y la emperatriz no tenía autoridad para disponer de él.  
Ante lo que se consideraba como un ataque injusto contra el territorio de Génova, Francia, España y Nápoles decidieron salir en su defensa.

## Delegaciones
A la redacción y firma del tratado, concluido en Aranjuez el 1 de mayo de 1745,  asistieron Sebastián de la Cuadra, en nombre de Felipe V de España, Luis Guido Guerapin Baureal, en representación del rey Luis XV de Francia, Esteban Reggio y Gravina, enviado de Carlos VII de Nápoles, y Jerónimo Grimaldi en nombre de la república de Génova.

## Acuerdos
Los puntos principales recogidos en el tratado fueron los siguientes:
- Las cláusulas del tratado se mantendrían en secreto hasta que de común acuerdo por todas las partes se decidiera hacer públicas.
- Génova prestaría a España 36 cañones y 10 000 soldados mantenidos por cuenta de aquella hasta final de año; durante los dos años siguientes España pagaría 30.000 pesos a Génova por la disponibilidad de estas fuerzas; a partir de 1746 el mantenimiento de esta tropa correría íntegramente por cuenta española.
- A cambio, los ejércitos español, francés y napolitano ocuparían militarmente la zona circundante a Génova, perteneciente al reino de Cerdeña.  Las plazas conquistadas por el ejército aliado quedarían en poder genovés, a excepción de Serravalle, Bardineto y Carosio, las cuales pasarían a estar bajo control de España.
- Los tres reinos firmantes del tratado garantizarían a perpetuidad la defensa del territorio de la república de Génova.

En 1772 este tratado sería objeto de una ampliación menor relativa a las relaciones comerciales entre España y Génova.

## Consecuencias
La colaboración resultante de la alianza pactada llevó a los ejércitos franco-españoles a la victoria sobre las tropas sardas en la batalla de Bassignano de finales de septiembre de ese mismo año, a la que siguió la captura de Alessandria, Valenza y Casale Monferrato.  En junio de 1746, el territorio de la república de Génova sería el refugio al que se acogerían las tropas aliadas tras su derrota en la batalla de Piacenza. 